# フォガット
フォガット（Foghat）は、1970年代初頭にイギリスから登場したロック・バンド。前身はサヴォイ・ブラウンであり、同バンドの分裂時に、一部のメンバーがフォガットを結成した。メンバーは殆どがイギリス人だが、その音楽性はアメリカ寄りで、特にサザンロックにも通ずるツイン・リード・ギターを押し出した土臭さの漂うバンド・サウンド、ステイタス・クォーとは異なるアプローチのハード・ブギを特徴としていた。その後バンドはアメリカを拠点に活動。「Fool for the City」などの曲でヒットを飛ばす等してアメリカで人気を博した。

## 歴史

### 結成から1970年代の黄金期
1971年、当時イギリスのブルースロック・バンド、サヴォイ・ブラウンのメンバーだったロンサム・デイヴ・ペヴァレット（ボーカル、ギター）、ロジャー・アール（ドラム）、トニー・スティーヴンズ（ベース）の3人がバンドを脱退し、ギターにロッド・プライスを加えてフォガットを結成する。1972年、アメリカのレーベル、ベアズヴィルよりアルバム『フォガット』でデビューを果たした。このアルバムをプロデュースしたのは、同レーベル所属でもあったトッド・ラングレンだった。中でも、冒頭を飾るマディ・ウォーターズの有名ブルース曲をアップテンポにした「I Just Want To Make Love To You」は、原曲のイメージを一変させるツイン・リードをフィーチャーしたハードロック・バージョンであり、彼らのサウンドを象徴する代表ナンバーのひとつとなった。
翌1972年には、セカンド・アルバムを発表するが、このアルバムも内容は違うが同じくタイトルは『フォガット』とされた。ただし、ジャケットに石 (rock)とロールパン (roll)があしらわれていることから、ファーストと区別するため「ロックン・ロール」、あるいは「ロックン・ロール・アルバム」などと呼ばれている。
1974年のサード・アルバム『Engergized(邦題:電撃のフォガット)』は、「ハニー・ハッシュ」などをはじめ、よりハードなナンバーが並び、フォガット・サウンドの発展の跡がうかがえる作品となった。
4作目の『ロックン・ロール・アウトローズ』発表後、トニー・スティーヴンズが脱退する。後任として、同アルバムのプロデュースを担当したニック・ジェイムソンが迎え入れられた。4作目まではフォガットはヒットに恵まれなかったが、バンドは5作目のアルバム『フール・フォー・ザ・シティ』 (1975年) をリリースする。このアルバムは「スロウ・ライド」が全米トップ40に食い込むなど、バンド最大のヒットを記録した。また、タイトル曲「フール・フォー・ザ・シティ」も人気となった。同作発表後、ジェイムソンが脱退し、カリフォルニア出身のクレイグ・マクレガーが加入する。新ラインナップで、『ナイト・シフト』 (1976年) 、そしてバンド初のライブ・アルバム『フォガット・ライブ』 (1977年) とリリースを重ねていった。特に後者のライブはベスト・アルバム的な選曲と、オリジナルのスタジオ盤をしのぐ演奏で、バンドの絶頂期に相応しい内容だった。
1978年の『ストーン・ブルー』では、ロバート・ジョンソンの「スウィート・ホーム・シカゴ」など、ストレートなブルースを取り上げているが、特に前者はロッド・プライスの豪快なスライド・ギターをフィーチャーしたハード路線で、フォガット流ハードブギサウンド健在ぶりを見せつけている。

### 1980年代：解散
しかしながら、以降バンドは徐々にその勢いを失っていった。1980年の『タイト・シューズ』を最後にロッド・プライスが脱退。ギターが主導的役割を果たしていたバンドのサウンドの中で、彼が抜けた穴は大きかった。バンドは、新ギタリストのエリック・カートライトを加えて活動を続行し、シングル「サード・タイム・ラッキー」を発表した。同曲は、全米チャートでは彼らの代表的なヒットとなった。続く『ガールズ・トゥ・チャット&ボーイズ・トゥ・バウンス』 (1981年) では、従来のようなテンションの高さを聴くことはできなくなっていた。バンドは、あと2枚アルバムを発表し、1985年には事実上の解散状態となった。

### 再結成
1980年代の後半には、ドラマーのロジャー・アールが独自にフォガットを再結成。これに反発したロンサム・デイヴも別のフォガットを結成し活動するようになった。2つのバージョンのフォガットは、メンバーを変更しながら個別に1990年代初頭まで活動を続けたが、アルバムをリリースすることはなかった。
ロジャーとデイヴが和解し、1994年、オリジナル・メンバーが再び集結して久々の新録アルバムとなる『ザ・リターン・オブ・ザ・ブギー・マン』をリリースした。
ロッド・プライスはこの復帰作リリースのあと再度脱退し、続くライブ・アルバム『ロード・ケイシズ』 (1998年) では、後任ギタリストとしてブライアン・バセットが参加している。

### オリジナル・メンバーの死去
2000年2月7日、オリジナル・メンバーでバンドのリーダー的存在であったロンサム・デイヴがガンによって他界してしまう。もはやバンドを続行することは不可能と思われたが、バンドは後任に元テッド・ニュージェント・バンドのボーカリスト、チャーリー・ハーンを迎え入れ活動を続けた。2003年には、ロンサム・デイヴがいないフォガットとしては初のアルバムをリリースした。このあと、トニー・スティーヴンズが脱退するが、後任に再度クレイグ・マクレガーを加え活動を継続した。
一方、ロッド・プライスは脱退後、初のソロ・アルバム『オープン』をリリース。だが、彼は2005年3月22日、誤って階段から落ちた際の頭部の怪我が原因となり亡くなった。

### 2010年代以降
2018年2月9日、長年のベーシスト、クレイグ・マグレガーが肺がんのため死去。68歳だった。後任として、闘病中の2015年から彼の代役を務めていた元パット・トラヴァーズ・バンドのロドニー・オクィンが正式メンバーとなった。
2021年、ライヴ・アルバム『8 Days On The Road』(2019年ニューヨーク録音)をバンドのレーベル、フォガット・レコードよりリリースした。2022年にはリード・ヴォーカルのチャーリー・ハーンが引退を決めるものの、元バディ・ガイ・バンドのギタリストだったスコット・ホルトを後任に加え活動を続行。2023年には7年ぶりのスタジオ録音の新譜『Sonic Mojo』をリリースしている。

## バンド名の由来
「Foghat (霧の帽子)」という一風変わった名前は、ロンサム・デイヴが幼少期に彼の兄とスクラブル (アルファベットのコマを並べて単語を作るゲーム) で遊んでいた際に作った造語だという。ファースト・アルバムをレコーディングする際にバンド名が決まらず、デイヴがこれにしようとメンバーに提案した。

## ディスコグラフィ

### スタジオ・アルバム
- 『フォガット』 - Foghat (1972年、Bearsville)
- 『フォガット (ロックン・ロール)』 - Foghat (1973年、Bearsville)
- 『電撃のフォガット』 - Energized (1974年、Bearsville)
- 『ロックン・ロール・アウトローズ』 - Rock and Roll Outlaws (1974年、Bearsville)
- 『フール・フォー・ザ・シティ』 - Fool for the City (1975年、Bearsville)
- 『ナイト・シフト』 - Night Shift (1976年、Bearsville)
- 『ストーン・ブルー』 - Stone Blue (1978年、Bearsville)
- 『ブギ・モーテル』 - Boogie Motel (1979年、Bearsville)
- 『タイト・シューズ』 - Tight Shoes (1980年、Bearsville)
- 『ガールズ・トゥ・チャット&ボーイズ・トゥ・バウンス』 - Girls to Chat & Boys to Bounce (1981年、Bearsville)
- 『イン・ザ・ムード・フォー・サムシング・ルード』 - In the Mood for Something Rude (1982年、Bearsville)
- 『ジグ・ザグ・ウォーク』 - Zig-Zag Walk (1983年、Bearsville)
- 『Return of the Boogie Men』 (1994年、Modern)
- 『Family Joules』 (2003年、Besh)
- 『Last Train Home』 (2010年、Foghat)
- 『Under the Influence』 (2016年、Foghat)
- 『Sonic Mojo』 (2023年、Foghat)

### ライブ・アルバム
- 『フォガット・ライヴ』 - Foghat Live (1977年、Bearsville)
- 『ロード・ケイシズ』 - Road Cases (live 1996) (1998年、Plum)
- 『キング・ビスケット・ライヴ』 - Foghat (King Biscuit Flower Hour) (1999年、King Biscuit Flower Hour Records)
- 『Decades Live』 (2003年、Sanctuary)
- 『Foghat Live II』 (2007年、Foghat)
- 『Live at the Belly Up』 (2017年、Foghat)
- 『8 Days On The Road』(2021年、Foghat)